# Diocesi di Divinópolis
La diocesi di Divinópolis (in latino Dioecesis Divinopolitana) è una sede della Chiesa cattolica in Brasile suffraganea dell'arcidiocesi di Belo Horizonte. Nel 2021 contava 715.200 battezzati su 838.000 abitanti. È retta dal vescovo Geovane Luís da Silva.

## Territorio
La diocesi comprende 25 comuni nella parte centrale-meridionale dello stato brasiliano di Minas Gerais: Divinópolis, Carmo do Cajuru, São Gonçalo do Pará, Araújos, Nova Serrana, Perdigão, Onça de Pitangui, Pitangui, Conceição do Pará, Leandro Ferreira, Pará de Minas, Florestal, Igaratinga, São José da Varginha, Itaúna, Itatiaiuçu, Mateus Leme, Igarapé, Juatuba, São Joaquim de Bicas, Itapecerica, Camacho, Cláudio, Pedra do Indaiá, São Sebastião do Oeste.
Sede vescovile è la città di Divinópolis, dove si trova la cattedrale dello Spirito Santo.
Il territorio si estende su 8.824 km² ed è suddiviso in 54 parrocchie, raggruppate in 7 foranie: Imaculada Conceição, Nossa Senhora da Piedade, São Bento, Divino Espírito Santo, Nossa Senhora do Carmo, Sant'Ana e Santo Antônio.

## Storia
La diocesi è stata eretta l'11 luglio 1958 con la bolla Qui a Christo di papa Pio XII, ricavandone il territorio dall'arcidiocesi di Belo Horizonte e dalla diocesi di Aterrado (oggi diocesi di Luz).
Il 5 settembre 1960, con la lettera apostolica Virginis immaculatae, papa Giovanni XXIII ha proclamato la Beata Vergine Maria Immacolata (Beata Maria Virgo Immaculata) patrona principale della diocesi.

## Cronotassi dei vescovi
Si omettono i periodi di sede vacante non superiori ai 2 anni o non storicamente accertati.
- Cristiano Portela de Araújo Pena † (19 febbraio 1959 - 26 marzo 1979 dimesso)
- José Costa Campos † (26 marzo 1979 - 27 febbraio 1989 dimesso)
- José Belvino do Nascimento † (27 febbraio 1989 - 11 febbraio 2009 ritirato)
- Tarcísio Nascentes dos Santos (11 febbraio 2009 - 1º agosto 2012 nominato vescovo di Duque de Caxias)
- José Carlos de Souza Campos (26 febbraio 2014 - 14 dicembre 2022 nominato arcivescovo di Montes Claros)
- Geovane Luís da Silva, dal 19 aprile 2023

## Statistiche
La diocesi nel 2021 su una popolazione di 838.000 persone contava 715.200 battezzati, corrispondenti all'85,3% del totale.
| anno | popolazione | popolazione | popolazione | presbiteri | presbiteri | presbiteri | presbiteri                | diaconi | religiosi | religiosi | parrocchie |
| anno | battezzati  | totale      | %           | numero     | secolari   | regolari   | battezzati per presbitero | diaconi | uomini    | donne     | parrocchie |
| ---- | ----------- | ----------- | ----------- | ---------- | ---------- | ---------- | ------------------------- | ------- | --------- | --------- | ---------- |
| 1966 | 298.000     | 300.000     | 99,3        | 61         | 21         | 40         | 4.885                     |         | 65        | 96        | 33         |
| 1968 | 298.000     | 300.000     | 99,3        | 55         | 21         | 34         | 5.418                     |         | 48        | 114       | 23         |
| 1976 | 320.400     | 330.010     | 97,1        | 46         | 22         | 24         | 6.965                     |         | 36        | 72        | 35         |
| 1980 | 327.000     | 357.000     | 91,6        | 47         | 23         | 24         | 6.957                     |         | 27        | 80        | 35         |
| 1990 | 435.862     | 468.588     | 93,0        | 51         | 33         | 18         | 8.546                     | 2       | 27        | 82        | 37         |
| 1999 | 600.000     | 701.000     | 85,6        | 72         | 49         | 23         | 8.333                     |         | 31        | 56        | 45         |
| 2000 | 609.000     | 710.000     | 85,8        | 83         | 57         | 26         | 7.337                     |         | 35        | 82        | 45         |
| 2001 | 621.000     | 720.000     | 86,3        | 80         | 53         | 27         | 7.762                     |         | 38        | 107       | 47         |
| 2002 | 583.696     | 678.312     | 86,1        | 79         | 52         | 27         | 7.388                     |         | 42        | 122       | 47         |
| 2003 | 573.893     | 671.644     | 85,4        | 81         | 53         | 28         | 7.085                     |         | 61        | 127       | 47         |
| 2004 | 586.474     | 681.740     | 86,0        | 86         | 58         | 28         | 6.819                     |         | 55        | 121       | 48         |
| 2006 | 612.390     | 712.636     | 85,9        | 95         | 69         | 26         | 6.446                     |         | 42        | 106       | 50         |
| 2013 | 673.000     | 786.000     | 85,6        | 102        | 83         | 19         | 6.598                     |         | 31        | 91        | 53         |
| 2016 | 687.453     | 805.695     | 85,3        | 112        | 86         | 26         | 6.137                     |         | 36        | 90        | 53         |
| 2019 | 704.000     | 825.000     | 85,3        | 106        | 86         | 20         | 6.641                     |         | 31        | 86        | 54         |
| 2021 | 715.200     | 838.000     | 85,3        | 114        | 92         | 22         | 6.273                     |         | 27        | 82        | 54         |